# Сплендора (Тексас)
Сплендора (енгл. Splendora) град је у америчкој савезној држави Тексас. По попису становништва из 2010. у њему је живело 1.615 становника.

## Демографија
Према попису становништва из 2010. у граду је живело 1.615 становника, што је 340 (26,7%) становника више него 2000. године.
| Група             | 2000.         | 2010.         |
| Белци             | 1.173 (92,0%) | 1.408 (87,2%) |
| Афроамериканци    | 4 (0,3%)      | 17 (1,1%)     |
| Азијати           | 14 (1,1%)     | 12 (0,7%)     |
| Хиспаноамериканци | 67 (5,3%)     | 158 (9,8%)    |
| Укупно            | 1.275         | 1.615         |